# M1 (Irlanda do Norte)
| E 01 |

| E 18 |

A M1 é a mais extensa auto-estrada da Irlanda do Norte. Possui 61,2 km e liga Belfast a Dungannon.